# Uruguay Montevideo FC
Uruguay Montevideo FC is een Uruguayaanse voetbalclub uit de hoofdstad Montevideo. 

## Bekende spelers
- Carim Adippe
- Carlos Aguiar
- Juan Toya
- Àlvaro Fernàndez